# David Zec
David Zec (sinh 5 tháng 1 năm 2000) là một cầu thủ bóng đá Slovenia thi đấu ở vị trí hậu vệ cho câu lạc bộ Slovenian PrvaLiga Triglav Kranj.